# Yale (Dakota du Sud)
Pour les articles homonymes, voir Yale (homonymie).
Yale est une municipalité américaine située dans le comté de Beadle, dans l'État du Dakota du Sud.
Selon le recensement de 2010, Yale compte 108 habitants. La municipalité s'étend sur 0,15 milles carrés (0,39 km2).
La localité, fondée vers 1888, doit probablement son nom à l'université Yale, où étudiaient des amis du couple Sweeney, chargés de fonder la ville.

## Démographie
| 1930 | 1940 | 1950 | 1960 | 1970 | 1980 |
| ---- | ---- | ---- | ---- | ---- | ---- |
| 190  | 156  | 164  | 171  | 148  | 136  |

| 1990 | 2000 | 2010 | - | - | - |
| ---- | ---- | ---- | - | - | - |
| 128  | 118  | 108  | - | - | - |